# Hotinka
Hotinka (románul: Hoteni, jiddisül הוטן) falu Romániában, a történeti Máramarosban, Máramaros megyében.

## Fekvése
Máramarosszigettől 22 km-re délre, a Máramarosi-medencében fekszik.

## Nevének eredete
Neve a szláv eredetű román Hotin férfinévből való. Lakói között 1605-ben egy Hota nevű egyént is összeírtak. 1517-ben Hotinfalva, 1715-ben Hotinka néven jegyezték föl.

## Története
A máragyulafalvai nemesek által 1500 körül alapított román falu.

## Népessége
- 1838-ban 330 görögkatolikus vallású lakosa volt.[1]
- 1900-ban 409 lakosából 386 volt román, 14 német és 7 magyar anyanyelvű; 388 görögkatolikus, 14 zsidó és 7 római katolikus vallású.
- 2002-ben 376 lakosából 234 volt görögkatolikus és 137 ortodox vallású.

## Látnivalók
- A görögkatolikus fatemplom 1790-ben épült Faluszlatinán, és 1895-ben szállították a településre.
- Népi építészet. Faragott máramarosi kapuk. A falu legfőbb bevételi forrása a vendéglátás.
- Májusban a Tânjaua tavaszköszöntő ünnep.

## Külső hivatkozások
- Leírás és képek a Tânjauáról (angolul)
- Riport Ioan Pop parasztprímás-közösségépítőről Archiválva 2008. április 18-i dátummal a Wayback Machine-ben (angolul)
- Ioan Pop felvételei

## Képek

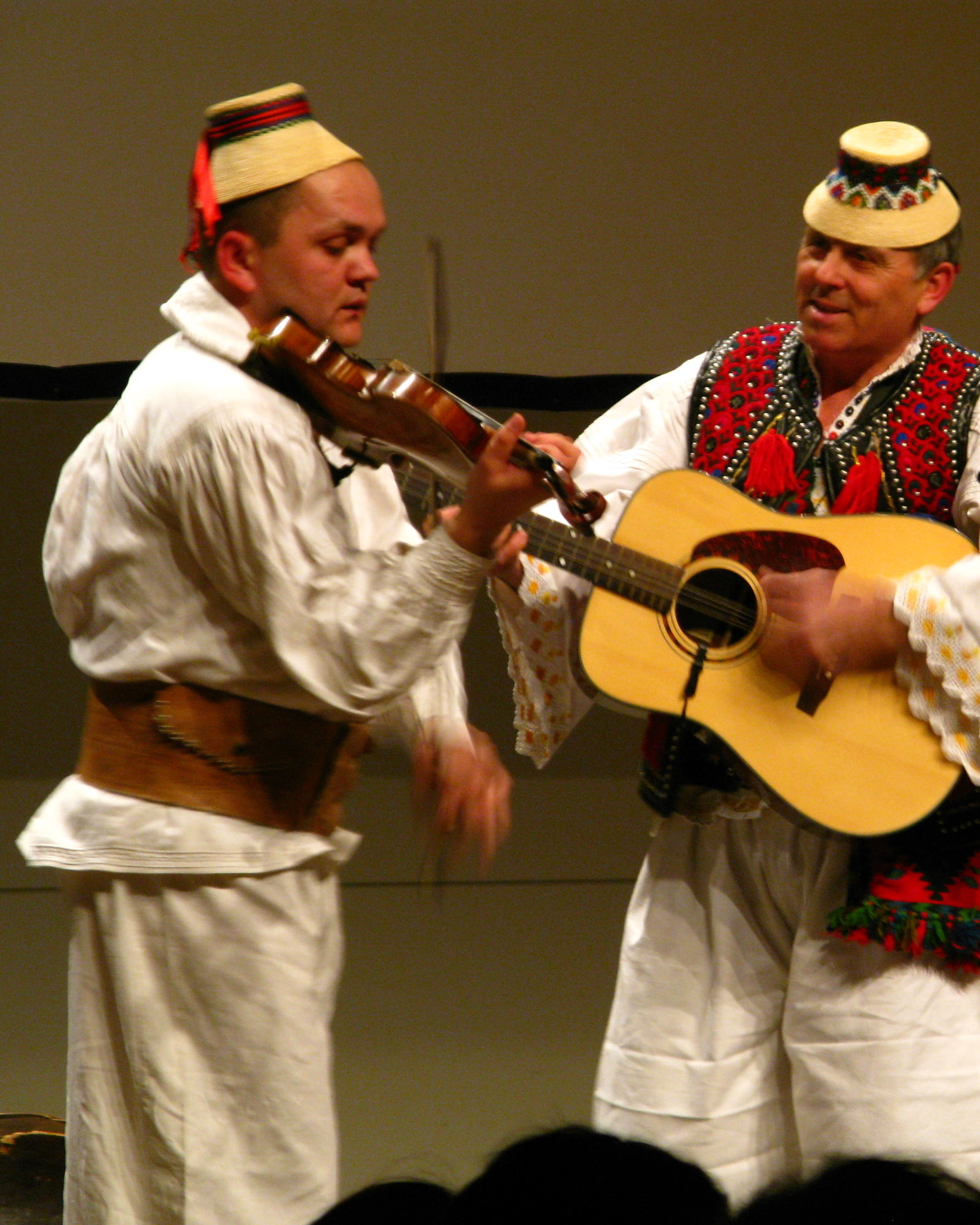
Ioan Pop együttese
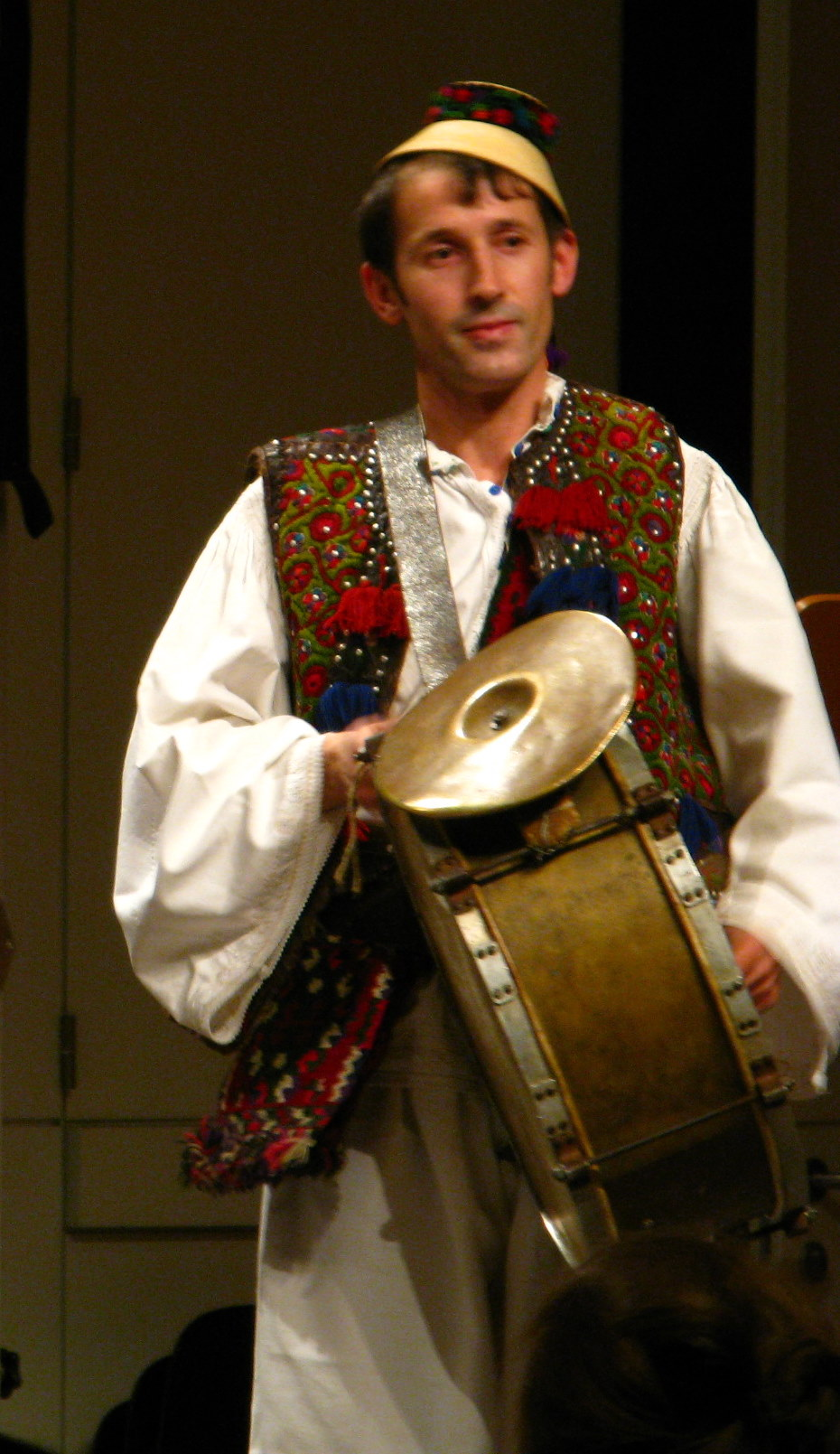